# Schweizer Parlamentswahlen 1881
Die Schweizer Parlamentswahlen 1881 fanden am 30. Oktober 1881 statt. Zur Wahl standen 145 Sitze des Nationalrates (zehn mehr als zuvor). Die Wahlen wurden nach dem Majorzwahlrecht vorgenommen, wobei das Land in 49 unterschiedlich grosse Nationalratswahlkreise unterteilt war. Eindeutige Wahlsieger waren die Freisinnigen (bzw. Radikal-Liberalen), die erstmals seit 1860 wieder die absolute Mehrheit der Sitze erringen konnten. Das neu gewählte Parlament trat in der 12. Legislaturperiode erstmals am 5. Dezember 1881 zusammen.

## Neueinteilung der Wahlkreise

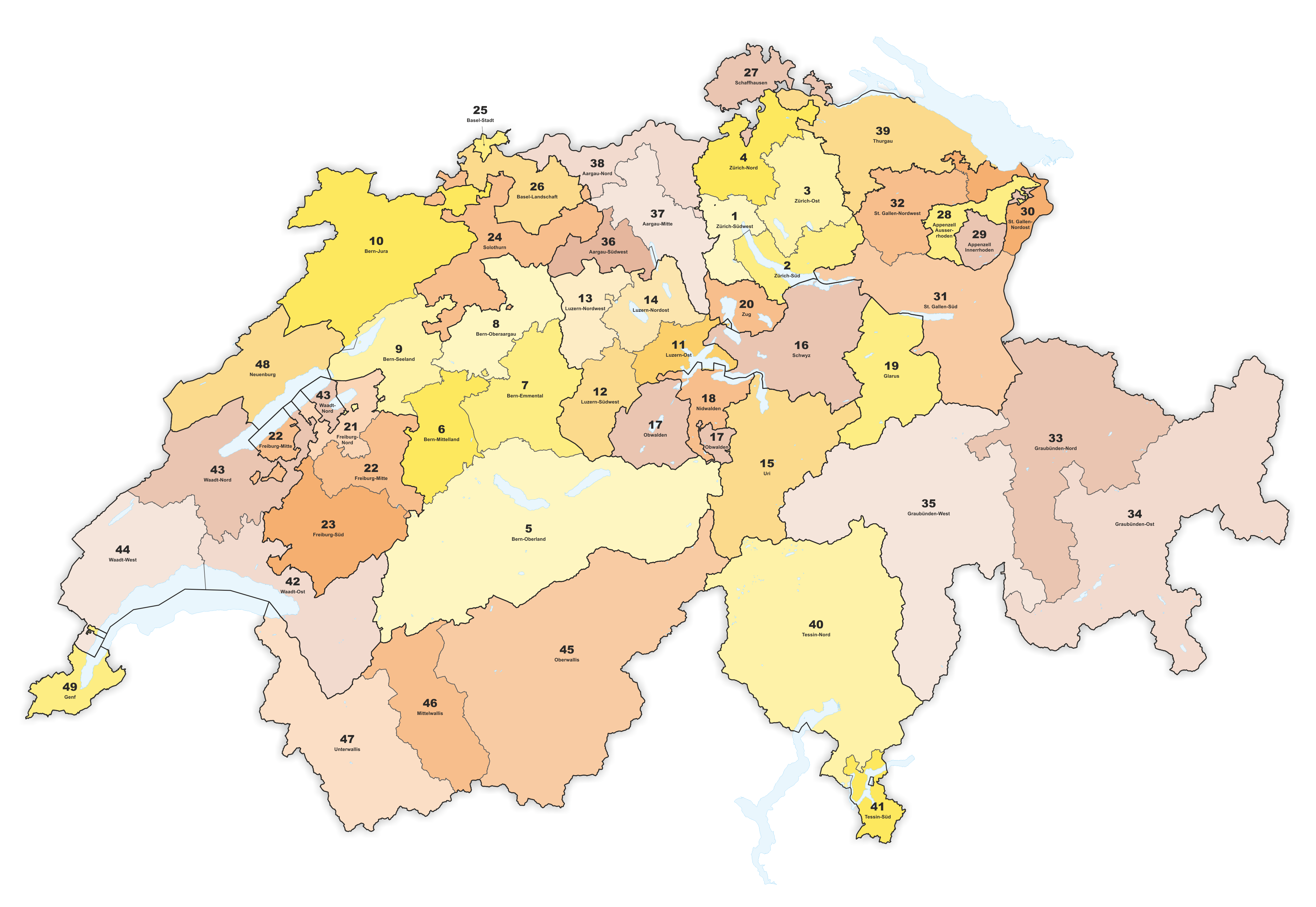
Neueinteilung der Nationalratswahlkreise

Aufgrund der Ergebnisse der Volkszählung von 1880 war von Gesetzes wegen eine Neueinteilung der Wahlkreise fällig. Gemäss dem im Jahr 1848 festgelegten Grundsatz, dass ein Nationalrat 20'000 Seelen (Einwohner) oder einen Bruchteil von über 10'000 Seelen vertreten müsse, erhöhte sich die Gesamtzahl der Sitze von 135 auf 145. Von den zehn zusätzlichen Mandaten entfielen je zwei auf die Kantone Bern und Zürich sowie je eines auf die Kantone Appenzell Ausserrhoden, Basel-Stadt, Genf, Schwyz, Tessin und Waadt. Konservative Kreise, die ihre systematische Benachteiligung durch das Wahlsystem bisher schweigend hingenommen hatten, strebten erstmals die Einführung des Proporzes an. Drei Nationalräte reichten vor der Revision des Nationalratswahlgesetzes ein entsprechendes Postulat ein, hatten damit aber keinen Erfolg. Zahlreiche Petitionen an die Räte forderten eine Anpassung der Wahlkreise, um politischen Minderheiten bessere Wahlchancen zu ermöglichen. In dieser Frage verhielten sich die Freisinnigen opportunistisch: Wo der gewünschte «Minderheitenschutz» die Konservativen begünstigen würde, setzten sie alles daran, eine neue Grenzziehung der Wahlkreise zu verhindern (wobei sie auf die Uneinigkeit bei den gemässigten Liberalen spekulierten). In Fällen, wo sie selbst von einer Umgestaltung profitierten, brachten sie ihre Anliegen problemlos durch. Alles in allem konnten sie dadurch ihre Position festigen.
Konservative Änderungswünsche in den Kantonen Aargau, Bern, Neuenburg, Solothurn und Wallis hatten in den parlamentarischen Beratungen kein Chance. Die konservative Tessiner Kantonsregierung wollte den zusätzlichen Sitz dem nördlichen Wahlkreis, ihrer Hochburg, zuteilen. Dies führte umgehend zu Protesten der Tessiner Freisinnigen, die ihrerseits drei Vorschläge unterbreiteten. Der Bundesrat versuchte zu vermitteln und präsentierte schliesslich eine Lösung, die keine der beiden Seiten wirklich zufriedenstellte: Der nördliche Wahlkreis erhielt fünf Sitze, der südliche zwei. Letzterer wurde stark verkleinert, weshalb er die spöttische Bezeichnung Circondarietto («Wahlkreislein») erhielt. Die Freisinnigen aus Freiburg, die bisher völlig marginalisiert worden waren, forderten eine Aufteilung ihres Kantons in drei Zweierwahlkreise. So hätten sie zumindest in einem der Wahlkreise gute Wahlchancen gehabt. Nachdem das Anliegen im ersten Anlauf gescheitert war, wurde es nach einem Wiedererwägungsgesuch doch noch angenommen. Völlig unbestritten waren kleinere Gebietsanpassungen in den Kantonen St. Gallen, Waadt und Zürich. Neu gab es 49 Wahlkreise, einen mehr als zuvor. Mit der Zustimmung von National- und Ständerat trat das «Bundesgesetz betreffend die Wahlen in den Nationalrath» am 3. Mai 1881 in Kraft.

## Wahlkampf
Nach der Wahlniederlage im Jahr 1878 strebten Freisinnige und Demokraten eine Verschiebung der Gewichte nach links an. Abgesehen von diesem taktischen Ziel fehlte der Wahlprogrammatik jedoch ein gemeinsamer Nenner, vielmehr gab es drei verschiedene Grundströmungen. Angesichts der Folgen des Gründerkrachs strebte die erste Strömung eine Schutzzollpolitik an, wie sie im Deutschen Reich seit 1878/79 praktiziert wurde. Die «Schutzzöllner» warfen den Exponenten des Freihandels und des Eisenbahnkapitals vor, die Interessen der Schweizer Wirtschaft vernachlässigt zu haben. Zielscheibe dieser Kritik waren besonders Vertreter des liberalen Zentrums. Der Staatsinterventionismus war das Bindeglied zur zweiten Strömung, die verstärkte sozialpolitische Eingriffe wie eine Kranken- und Unfallversicherung oder Staatsmonopole für Banken und Eisenbahnen forderte. Die dritte Strömung griff ebenfalls die staatsinterventionistischen Postulate auf, klammerte aber den Kulturkampf aus, da sie ihn als überholt empfand. Das liberale Zentrum hingegen war ganz auf die Abwehr staatlicher Interventionen ausgerichtet, da sie nicht mit dem Manchesterliberalismus vereinbar waren; kulturkämpferische Gräben verhinderten eine Annäherung an die Konservativen.
Während der 11. Legislaturperiode hatte es aufgrund von Vakanzen 17 Ersatzwahlen in 15 Wahlkreisen gegeben, dabei gewannen die Freisinnigen fünf Sitze hinzu. 1881 gab es insgesamt 60 Wahlgänge (zwei mehr als drei Jahre zuvor). In 40 von 49 Wahlkreisen waren die Wahlen bereits nach dem ersten Wahlgang entschieden. Alle amtierenden Bundesräte traten zu einer in der zweiten Hälfte des 19. Jahrhunderts üblichen Komplimentswahl an; d. h., sie stellten sich als Nationalräte zur Wahl, um sich von den Wählern ihre Legitimation als Mitglieder der Landesregierung bestätigen zu lassen. Die darauf notwendig gewordenen Ergänzungswahlen waren am 28. Januar 1882 abgeschlossen, womit der Nationalrat komplett war.
Im Vergleich zu 1878 war die Wahlbeteiligung aufgrund der höheren Mobilisierung 5,2 Prozent höher. Den höchsten Wert wies der Kanton Schaffhausen mit 95,1 % auf, infolge der dort geltenden Wahlpflicht. Beteiligungen von über 80 % gab es sonst nur in den Kantonen Aargau und Appenzell Ausserrhoden. Auf das geringste Interesse stiessen die Wahlen im Kanton Schwyz, wo nur 28,3 % an die Urne gingen. Die Freisinnigen erzielten mit 18 Sitzgewinnen einen überwältigenden Wahlsieg und errangen nach über zwei Jahrzehnten wieder die absolute Mehrheit der Sitze. Verluste mussten insbesondere die gemässigten Liberalen hinnehmen.

## Ergebnis der Nationalratswahlen

### Gesamtergebnis
Von 637'224 volljährigen männlichen Wahlberechtigten nahmen 395'400 an den Wahlen teil, was einer Wahlbeteiligung von 62,1 % entspricht.
Die 145 Sitze im Nationalrat verteilten sich wie folgt:
- DL: 10
- FL: 75
- LM: 22
- ER: 3
- KK: 35

| \| Partei \| Sitze 1878 \| vor Auf- lösung \| Sitze 1881 \| +/− \| Wähler- anteil \| +/− \| \| ------------ \| ---------- \| --------------- \| ---------- \| --- \| -------------- \| ------ \| \| FL \| 57 \| 62 \| 75 \| +18 \| 39,8 % \| +5,0 % \| \| KK \| 37 \| 35 \| 35 \| −02 \| 24,6 % \| −1,7 % \| \| LM \| 26 \| 22 \| 22 \| −04 \| 20,4 % \| −2,8 % \| \| DL \| 10 \| 11 \| 10 \| ±0 \| 07,7 % \| −1,7 % \| \| ER \| 5 \| 5 \| 3 \| −02 \| 06,1 % \| +1,0 % \| \| Soz \| – \| – \| – \| – \| − \| −0,2 % \| \| kl. Parteien \| – \| – \| – \| – \| − \| −0,1 % \| \| Diverse \| – \| – \| – \| – \| 01,4 % \| +0,5 % \| | - FL = Freisinnige Linke (Freisinnige, Radikale, Radikaldemokraten) - LM = Liberale Mitte (Liberale, Liberaldemokraten) - KK = Katholisch-Konservative - ER = Evangelische Rechte (evangelische/reformierte Konservative) - DL = Demokratische Linke (Demokraten, Demokratische Partei) - Soz = Sozialdemokraten |                 |            |     |                |        |
| Partei | Sitze 1878 | vor Auf- lösung | Sitze 1881 | +/− | Wähler- anteil | +/−    |
| FL | 57 | 62              | 75         | +18 | 39,8 %         | +5,0 % |
| KK | 37 | 35              | 35         | −02 | 24,6 %         | −1,7 % |
| LM | 26 | 22              | 22         | −04 | 20,4 %         | −2,8 % |
| DL | 10 | 11              | 10         | ±0  | 07,7 %         | −1,7 % |
| ER | 5 | 5               | 3          | −02 | 06,1 %         | +1,0 % |
| Soz | – | –               | –          | –   | −              | −0,2 % |
| kl. Parteien | – | –               | –          | –   | −              | −0,1 % |
| Diverse | – | –               | –          | –   | 01,4 %         | +0,5 % |

Hinweis: Eine Zuordnung von Kandidaten zu Parteien und politischen Gruppierungen ist nur bedingt möglich. Der politischen Wirklichkeit des 19. Jahrhunderts entsprechend kann man eher von Parteiströmungen oder -richtungen sprechen, deren Grenzen teilweise fliessend sind. Die verwendeten Parteibezeichnungen sind daher eine ideologische Einschätzung.

### Ergebnisse in den Kantonen
Die nachfolgende Tabelle zeigt die Verteilung der errungenen Sitze auf die Kantone.
| Kanton                 | Sitze total | Wahl- kreise | Betei- ligung | FL | FL  | KK | KK | LM | LM | DL | DL | ER | ER |
| ---------------------- | ----------- | ------------ | ------------- | -- | --- | -- | -- | -- | -- | -- | -- | -- | -- |
| Aargau                 | 10          | 3            | 82,9 %        | 5  | +1  | 3  |    | 2  | −1 |    |    |    |    |
| Appenzell Ausserrhoden | 3           | 1            | 81,5 %        | 1  |     |    |    | 2  | +1 |    |    |    |    |
| Appenzell Innerrhoden  | 1           | 1            | 79,3 %        |    |     | −  | −1 | 1  | +1 |    |    |    |    |
| Basel-Landschaft       | 3           | 1            | 35,7 %        | 3  |     |    |    |    |    |    |    |    |    |
| Basel-Stadt            | 3           | 1            | 52,0 %        | 2  | +1  |    |    | 1  |    |    |    |    |    |
| Bern                   | 27          | 6            | 53,0 %        | 25 | +3  |    |    | 1  | +1 |    |    | 1  | −2 |
| Freiburg               | 6           | 3            | 75,1 %        | 2  | +2  | 4  | −2 |    |    |    |    |    |    |
| Genf                   | 5           | 1            | 56,7 %        | 4  | +4  |    |    | 1  | −3 |    |    |    |    |
| Glarus                 | 2           | 1            | 44,3 %        | 1  |     |    |    | 1  |    |    |    |    |    |
| Graubünden             | 5           | 3            | 71,7 %        | 2  |     | 2  | +1 | –  | −1 |    |    | 1  |    |
| Luzern                 | 7           | 4            | 67,6 %        | 2  | +1  | 5  |    | –  | −1 |    |    |    |    |
| Neuenburg              | 5           | 1            | 48,5 %        | 5  |     |    |    |    |    |    |    |    |    |
| Nidwalden              | 1           | 1            | 34,3 %        |    |     | 1  |    |    |    |    |    |    |    |
| Obwalden               | 1           | 1            | 65,1 %        |    |     | 1  |    |    |    |    |    |    |    |
| Schaffhausen           | 2           | 1            | 95,2 %        | 2  | +1  |    |    |    |    | –  | −1 |    |    |
| Schwyz                 | 3           | 1            | 28,2 %        |    |     | 3  | +1 |    |    |    |    |    |    |
| Solothurn              | 4           | 1            | 61,8 %        | 4  |     |    |    |    |    |    |    |    |    |
| St. Gallen             | 10          | 3            | 75,2 %        | −  | −1  | 4  |    | 4  |    | 1  | +1 | 1  |    |
| Tessin                 | 7           | 2            | 50,5 %        | 2  | +2  | 5  | −1 |    |    |    |    |    |    |
| Thurgau                | 5           | 1            | 70,8 %        | 3  | +1  |    |    | 1  |    | 1  | −1 |    |    |
| Uri                    | 1           | 1            | 50,1 %        |    |     | 1  |    |    |    |    |    |    |    |
| Waadt                  | 12          | 3            | 42,9 %        | 12 | +3  |    |    | −  | −2 |    |    |    |    |
| Wallis                 | 5           | 3            | 71,2 %        |    |     | 5  |    |    |    |    |    |    |    |
| Zug                    | 1           | 1            | 47,3 %        |    |     | 1  |    |    |    |    |    |    |    |
| Zürich                 | 16          | 4            | 73,1 %        |    |     |    |    | 8  | +1 | 8  | +1 |    |    |
| Schweiz                | 145         | 49           | 62,1 %        | 75 | +18 | 35 | −2 | 22 | −4 | 10 | ±0 | 3  | −2 |

## Ständerat
Die Wahlberechtigten konnten die Mitglieder des Ständerates nur in acht Kantonen selbst bestimmen: In den Kantonen Graubünden, Solothurn, Thurgau, Zug und Zürich an der Wahlurne, in den Kantonen Appenzell Ausserrhoden, Nidwalden und Obwalden an der Landsgemeinde. In allen anderen Kantonen erfolgte die Wahl indirekt durch die jeweiligen Kantonsparlamente.